# Swan Song (film)
Swan Song je americký hraný film z roku 2021, který režíroval Todd Stephens podle vlastního scénáře. Snímek měl světovou premiéru na festivalu South by Southwest 18. března 2021.

## Děj
Pat Pitsenbarger býval jedním z nejlepších kadeřníků ve městě Sandusky v Ohiu. Vystupoval také jako drag queen pod uměleckým jménem „Mister Pat“ v místním gay baru. Nyní však již několik žije v domově důchodců. Jednoho dne se u něj zastaví Walter Shamrock, právník nedávno zesnulé bohaté Rity Parker Sloan a informuje ho o dědictví ve výši 25 000 dolarů, které mu jeho zesnulá klientka zanechala v závěti, pokud ji učeše a nalíčí na pohřeb. Pat nejprve odmítne, protože vztah mezi nimi byl dlouhodobě napjatý. Nakonec se rozhodne, vydá se do Sandusky sehnat kosmetické přípravky, aby Ritu učesal a nalíčil. Cestou se mu vybavují dávné vzpomínky z jeho života.

## Obsazení
| Udo Kier          | Pat Pitsenbarger  |
| Jennifer Coolidge | Dee Dee Dale      |
| Linda Evans       | Rita Parker Sloan |
| Michael Urie      | Dustin            |
| Roshon Thomas     | Shaundell         |
| Ira Hawkins       | Eunice            |
| Annie Kitral      | Gertie            |
| Tom Bloom         | Walter Shanrock   |
| Eric Eisenbrey    | David             |